# Cabo Orange(Cabo do Norte)

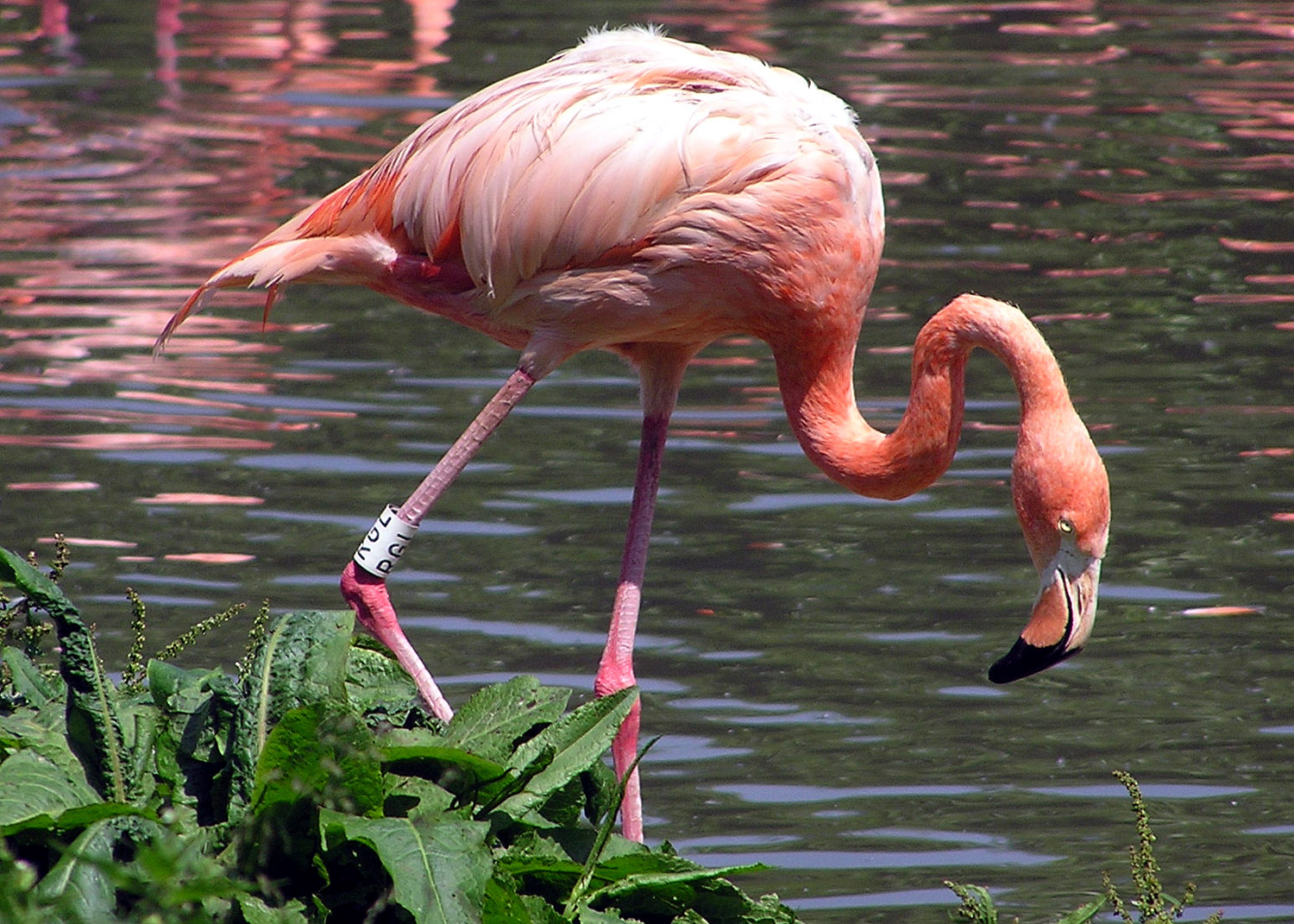
Flamingo-rubro, que no Brasil nidifica apenas no cabo Orange

O cabo Orange ou Cabo do Norte situa-se no litoral do estado brasileiro do Amapá e marca o extremo norte desse estado, bem como de todo o litoral do Brasil, embora este ainda continue por mais alguns quilômetros, novamente em direção sul, na foz do rio Oiapoque, a oeste do cabo. Rica em fauna e flora, a área é o único lugar do litoral brasileiro onde o flamingo-rubro nidifica.

## História
A região foi descoberta em 1500 pelo navegador espanhol Vicente Pinzón, que originalmente o nomeou «cabo de San Vicente Ferráz», em homenagem ao santo do dia, como era costume na época. Em 1696 passa a se chamar «cabo Cecil» e, pouco depois, em 1700, foi novamente mudado para «cabo de la Corda». A denominação atual desse marco geográfico foi posta em 1625 pelo holandês Johannes de Laet, que o batizou em homenagem à Casa de Orange. Os portugueses, a princípio, haviam dado o nome de «Cabo do Norte».
Tanto o cabo Orange quanto a vizinha Foz do Rio Oiapoque são por vezes frequentemente mencionados como sendo o extremo norte do Brasil, e até a segunda metade do século XX essa informação errônea ainda podia ser encontrada em vários livros escolares ou publicações brasileiras conceituadas. Em realidade, o ponto mais setentrional do Brasil está localizado no interior da Amazônia, a centenas de quilômetros dali, no monte Caburaí, estado de Roraima, fronteira com a Guiana (ex-Guiana Inglesa). O Caburaí fica quase um grau de latitude mais ao norte que o cabo Orange. Entretanto, o cabo é de fato o ponto mais ao norte do litoral brasileiro. 

## Geografia
O cabo Orange é separado da costa da Guiana Francesa por uma vasta baía alimentada pelo estuário do rio Oiapoque. A região está localizada numa área de manguezal frequentemente inundada pelas marés, como quase todo o litoral amapaense, e está incluída no Parque Nacional do Cabo Orange. 